# Рейзингер, Вацлав
Вацлав Рейзингер, Юлиус Венцель Райзингер (чеш. Václav Reisinger, нем. Julius Wenzel Reisinger; 14 февраля 1828, Прага — 12 января 1893, Берлин) — чешский балетмейстер.

## Биография
Учился у Паоло Райнольди, работавшего в Праге в 1840-е гг. В 1842—1852 гг. солист балетной труппы в Праге, был партнёром Люсиль Гран в ходе её пражских гастролей 1850—1851 гг.: партии Илариона (Ганса) в «Жизели» и Феба в «Эсмеральде». Затем выступал в Дрездене, Гамбурге, Бремене. В 1860 г. вернулся в Чехию как балетмейстер Ставовского театра в Праге, с 1862 г. одновременно балетмейстер Временного театра. В 1864—1872 гг. руководил балетной труппой в Лейпциге, сотрудничая с писавшим балетную музыку капельмейстером В. К. Мюльдорфером.
В 1871 году был приглашён в Москву для постановки балета Мюльдорфера «Волшебный башмачок» («Сандрильона»). В связи с успехом постановки Рейзингеру был предложен постоянный контракт, и в 1873—1878 гг. он возглавлял балетную труппу Большого театра, поставив, в частности, балеты «Прерванное уединение» Мюльдорфера, «Кащей» Мюльдорфера и Юлия Гербера (обе 1873), «Стелла» и «Ариадна» Гербера (обе 1875), «Бабушкина свадьба» Гербера и Фердинанда Бюхнера (1878).
Наибольший след в истории балета оставила осуществлённая Рейзингером в 1877 году премьерная постановка балета П. И. Чайковского «Лебединое озеро». Эта постановка, судя по всему близко следовавшая оригинальным партитуре и либретто, традиционно считается неудачной — вплоть до замечания Г. А. Лароша о том, что «по танцам „Лебединое озеро“ едва ли не самый казённый, скучный и бедный балет, что даётся в России», сомнения в этой оценке были сформулированы заведующей отделом критики журнала «Советский балет» Галиной Челомбитько.
После отъезда из Москвы Рейзингер работал в Штутгарте и Берлине. В 1882 г. вернулся в Прагу, где успешными постановками балетных номеров в операх добился назначения первым главным балетмейстером в новом Национальном театре. Однако уже первая его премьера в этом качестве, восточная фантазия «Гашиш» с музыкой молодого композитора Карела Коваровица на собственное либретто Рейзингера по мотивам Теофиля Готье, потерпела провал и была настолько плохо встречена критикой, что Рейзингер вскоре ушёл в отставку. В 1884—1886 гг. вновь работал в России с цирковой труппой Соломонского, затем вновь в Берлине, Штутгарте, Нюрнберге и Дармштадте.